# Projektowanie zorientowane na użytkownika
Projektowanie zorientowane na użytkownika (ang. user-centered design, UCD) – podejście do projektowania interakcji człowieka z komputerem, w którym potrzeby, wymagania i ograniczenia końcowego użytkownika są szczegółowo badane na każdym etapie procesu projektowego. Podejście to wykorzystuje się m.in. przy tworzeniu produktu lub usługi cyfrowej. UCD jest jedną z podstawowych metod użyteczności. 

## Historia pojęcia
Termin pojawił się w latach 80. w laboratorium badawczym Donalda Normana w Uniwersytecie Kalifornijskim w San Diego. Koncepcja UCD zyskała na popularności w 1986 roku po opublikowaniu książki User Centered System Design: New Perspectives on Human-computer Interaction (D. Norman, S. Draper, 1986). Później rozwinięcie tej idei Donald Norman kontynuował w książce The Design of Everyday Things (1988) (oryginalny tytuł The Psychology of Everyday Things) (wydanie polskie Dizajn na co dzień, 2018). 
W 1999 roku standard metodyki UCD został opracowany przez Międzynarodową Organizację Normalizacyjną w postaci normy ISO 13407:1999 Human-centred design processes for interactive systems. W 2010 roku norma ta została rozszerzona i zaktualizowana na ISO 9241-210:2010 (wersja angielska). Dokument zawiera wymagania i zalecenia dotyczące zasad projektowania i działań skoncentrowanych na użytkowniku w całym cyklu życia komputerowych systemów interaktywnych.

## Cel
Projektowanie zorientowane na użytkowniku skupia się na zadawaniu pytań dotyczących użytkownika, jego emocji, celów i zadań. Informacje te pozwalają projektantom podjąć decyzje dotyczące opracowania produktu, czy usługi, które będą odpowiadać potrzebom potencjalnych klientów.  
Aby dobrze poznać potencjalnego użytkownika, należy odpowiedzieć m.in. na następujące pytania:
- Kim jest użytkownik;
- Jakie są jego problemy i ograniczenia;
- Jakie umiejętności posiada;
- Do czego użytkownikowi będzie służyć produkt/usługa;
- Jakie ograniczenia zewnętrzne może napotkać użytkownik.

## Etapy projektowania zorientowanego na użytkowniku
Donald Norman opisuje proces UCD w czterech etapach, które są cyklicznie powtarzane (w tzw. iteracjach) aż do osiągnięcia konkretnych rezultatów. Każdy etap powinien przebiegać z udziałem użytkowników. Kolejne cykle dostarczają projektantom nowych informacji o produkcie/usłudze oraz ich potencjalnych użytkownikach.
Proces składa się z następujących czynności:
- Obserwacja: celem jest zrozumienie problemu docelowej grupy użytkowników, do których kierowany jest produkt bądź usługa; polega na obserwacji potencjalnych klientów w ich naturalnym środowisku oraz w sytuacjach, w których mogliby wykorzystać projektowany dla nich produkt lub usługę; Na podstawie pozyskanych danych projektanci UX tworzą scenariusze związane z użytkowaniem danego serwisu oraz tworzą Persony[6]
- Generowanie pomysłów (inaczej „burza mózgów”): proces polegający na wymyśleniu jak największej liczby potencjalnych rozwiązań po uprzednim ustaleniu wytycznych, co do usługi lub produktu;
- Opracowanie prototypu: stworzenie makiety bądź prototypu potencjalnych rozwiązań w celu ich przetestowania z użytkownikami;
- Testowanie: polega na obserwacji docelowej grupy użytkowników, którzy posługują się stworzonym przez projektantów prototypem/makietą. Ważne jest, by wiarygodnie odwzorowywać rzeczywisty kontekst użycia produktu/usługi.